# Hitting the Trail
Hitting the Trail er en amerikansk stumfilm fra 1918 af Dell Henderson.

## Medvirkende
- Carlyle Blackwell som Kid Kelly
- Evelyn Greeley som Flo Haines
- Joseph W. Smiley som Joe Carelli
- George MacQuarrie som Thomas Roberts
- Ninon Bunyea som Mamie